# テレビ文字ニュース
テレビ文字ニュース（テレビもじニュース）：この項目では、主に日本のテレビ民間放送で放送休止時間帯などにフィラーとして放送される、文字表示によるニュース放送について説明する。

## 概要
2022年現在、以下の各局でレギュラー放送されている。
- 群馬テレビ - 『読売デジタルニュース』
- TOKYO MX - 『ヒーリングタイム&ヘッドラインニュース』
- 北海道テレビ放送
深夜に日本ハム戦の録画中継がない時に放送。HTBニュース（道内分）、朝日新聞ニュース、道央圏の天気、HTBインフォメーション（番組中で流れている曲目の紹介や番組案内）

局にとって収入が得られる通販番組を多く放送するようになったことやCS放送のニュース番組をフィラーとして使うようになったことなどから姿を消しつつあるが、2020年代でもケーブルテレビのコミュニティチャンネル（自主放送）において放送している事例もある。

## 歴史
1984年11月1日より、独立テレビ放送局の奈良テレビ放送にて午後の放送休止時間に実施されたのが最初の例である。当時の同局の午後編成は月・水・金曜日に教育番組を放送する以外は夕方の放送再開までテストパターンを送出していた。文字ニュースはその空き時間を活用して開始された。ニュースは共同通信社から配給され、それをロールテロップで流した。その時間帯に緊急ニュースが入ると、独特の電子音のチャイムが鳴り、赤枠で囲んだ文字ニュースが表示された。
その後、この文字ニュースは岐阜放送テレビ（共同通信社）、KBS京都テレビ（京都新聞社協力・共同通信社）、三重テレビ放送（中日新聞社協力）、群馬テレビ（読売新聞社、上毛新聞社協力）などの各放送局でも日中・深夜などのフィラー番組として導入された。

## かつて実施していた放送局
岐阜放送テレビでは1984年12月24日から、平日の放送休止時間（それまでは16:55放送開始）を利用し12:00-16:30に開始された。民放では上記奈良テレビに続いて2例目であり、東海地方初であった。共同通信社が開発した文字ニュースシステム「KINDS III」が採用された。仕組みは上記奈良テレビと同じである。同局では文字ニュースの開始によって平日の放送開始が16:55から11:55に繰り上がったが、共同通信のものを受ける関係上、県内ニュースを流せなかったので、14:30に5分間のローカルストレートニュース枠を挿入することで対処した（なお夏期には中部電力提供の「かみなり情報」も挿入された）。イベント競輪放送時は従来通りネット受けを優先したため休止した。1992年4月改編でレギュラー放送としては終了し、高校野球早終了時のフィラー番組として放送された。
三重テレビ放送では1985年3月18日より『中日新聞文字ニュース』が平日の12:00-17:25にて放送開始された（途中12:30-13:00はTODAY三重のため中断、高校野球三重大会の試合待ちの時間帯にも放送された）が、日中枠は1994年をもって終了し、放送終了前3分間の深夜フィラー放送を最後に、2005年9月で終了した。
スターキャット・ケーブルネットワークでも『中日新聞文字ニュース』が深夜フィラーで放送されていた（このフィラーの頃は三重テレビと同一フォーマットながら両局で放送内容が異なっていた）。
KBS京都テレビでは『KBS京都ニュース・ファイル』という番組名で上記共同通信のものを使って、ラジオ・テレビ同時ワイド番組の合間である平日14:44-15:00や、野球中継（KBS京都エキサイトナイターや高校野球京都大会）の早終了時にフィラーとして流れていたが、2000年代以降は音楽ビデオ番組（「μ-Point」）などに切り替えた。
群馬テレビでは時間帯によって上毛新聞ニュースのものと読売新聞ニュースのものとがあった。
中国放送では1993年から2005年まで終夜のフィラーとして『中国新聞文字ニュース』が放送された。